# Воздушные корабли
«Таинственные дирижабли» («Воздушные корабли») — название неопознанных летающих объектов сигарообразной формы, предположительно наблюдавшихся в США в конце XIX — начале XX веков. Объекты эти, размеры которых не превышали 90 метров, имели продолговатую или яйцевидную форму, были оснащены пропеллерами, лопастями, часто с «кабиной» внизу или неким подобием мостика сверху. Ещё упоминалось, эти неопознанные дирижабли освещали землю светом как от прожектора и мерцали разноцветными огнями (с дирижаблями также без оснований увязывали наблюдаемые над городами ночные летающие огни неизвестной природы). Как заявляется, объекты двигались против ветра со скоростью до 300—400 км/ч, из них изредка доносилось шипение, но однажды были слышны пение и смех.
С начала 1896 г. неопознанные дирижабли наблюдались над Калифорнией. Отмечалось, что они зачастую двигались с севера или с северо-востока в сторону юга или юго-востока, летя низко над землёй. С 1897 сообщения о дирижаблях поступали уже из других областей США, а позже — уже и из европейских стран, а замечены были на большей, чем в 1896 г., высоте.
Наиболее интересны сообщения о контактах третьего рода (см. «Классификацию контактов с НЛО») с дирижаблями — контактах с их экипажами. Хотя бывали случаи наблюдения низкорослых и высоких существ, но чаще всего из этих НЛО появлялись обычные люди (то есть существа, биологически также являющиеся людьми), иногда общавшиеся с очевидцами. (К примеру, в газете «Пост-диспатч» (Сент-Луис) рассказывалось, что некий В. Г. Хопкинс якобы забирался в сверкающий предмет, по виду металлический, в котором встретил бородатого «командира» «благородного сложения и величественным выражением лица» и красивую обнажённую женщину с золотистыми волосами до талии.)

## Случаи

### 1896 год
В октябре 1896 года семья калифорнийских фермеров наблюдала неопознанный объект с тремя мерцающими огнями.
Штормовым вечером 17 ноября 1896 года в Сакраменто (Калифорния) водитель трамвая Чарльз Ласк, стоя у своего дома, заметил в небе, на высоте около 1000 футов, яркий свет, за которым двигался предмет неразличимой формы. Многие жители города взобрались на строящееся здание Капитолия, чтоб лучше рассмотреть «поразительное видение». Один описал сигарообразный объект с подвесной «гондолой» и парой «колёс» сбоку, наподобие пароходных, видел двух человек, сидящих на подобии велосипедной рамы и крутящих педали. Один из них якобы сказал другому: «Мы достигнем Сан-Франциско примерно полпервого».
Газета «Сакраменто би» писала по этому поводу:
«Совершенно потрясающее зрелище возникло на небе вечером между 6 и 7 часами. Люди в разных точках города видели предмет, движущийся по небу над крышами домов. Он был похож на гигантскую электрическую дуговую лампу, приводимую в движение некой таинственной силой. Предмет двигался неравномерно с востока на юго-запад, то опускаясь к земле, то вдруг поднимаясь в воздух снова…
Некоторые из сотен свидетелей, которым удалось наблюдать его с более близкого расстояния, утверждали, что объект был огромных размеров и имел форму сигары, а к его корпусу, предположительно алюминиевому, крепились большие крылья. Эти люди также слышали крики и смех. Свидетель по имени Р. Л. Лаури и другой очевидец будто бы слышали голос, произносивший: „Мы надеемся быть в Сан-Франциско завтра в полдень!“».
22 ноября 1896 года жители Окленда (Калифорния) наблюдали в небе сигарообразный предмет. Пассажиры трамвая отмечали наличие крыльев и свет, исходящий от его «головной части». Газета «Окленд трибюн»: «этот предмет, когда его заметили, казалось, плыл по небу над Сан-Леандро. Он двигался довольно быстро, делая около 20 миль в час. Сначала он летел на северо-запад, потом быстро повернул к Хейвордсу и вскоре исчез».
30 ноября, вечером, многие сообщали о дирижабле, который «двигался против ветра». Один из них, известный в районе астроном-любитель Кейс Гилсон, отмечал, что «никаких огней видно не было, лишь какое-то странное тело зловеще темнело на фоне ясного неба… Предмет этот имел около 100 футов длины и летел на высоте около 1500 футов. У него было треугольное хвостовое оперение. Внезапно он резко увеличил скорость и понёсся в направлении на Люринг, где снова повернул к Сан-Франциско и вторично полетел над Оклендом». Гилсон отвергал возможность наблюдения им кометы, метеоров или воздушного змея.

### 1897 год
Газета «Нью-Йорк геральд», 12 апреля 1897 года:
«Уолтер Мак-Кэнн из Роджерс-Парк (городок, расположенный в 28 милях севернее Чикаго) дважды заснял своим фотоаппаратом предмет, который, как он полагает, является дирижаблем, и сделал два отличных негатива. Это было ранним утром, и НЛО летел довольно быстро, однако снимки вышли очень удачными.
Фотографии мистера Мак-Кэнна опровергают утверждения, что это оптический обман. Три свидетеля заявляют, что они видели, как он фотографировал дирижабль сегодня утром около половины шестого утра…
Снимки, отпечатанные с этих пластинок, были подвергнуты сегодня вечером тщательному исследованию и признаны подлинными фотографиями летящего по небу предмета. Уильям Худлиз и телеграфист „Чикагской и Северо-западной железнодорожной компании“ И. Осборн из Роджерс-Парка видели в указанный час Мак-Кэнна и Оверсокера; они заявляют, что не только были свидетелями того, как Мак-Кэнн фотографировал воздушный корабль, но и сами видели его.
По утверждению всех этих свидетелей, НЛО представляет собой бескрылый аппарат, у которого нет также парусов. Все сходятся на том, что они видели силуэт человека. В подзорную трубу можно было разглядеть человека, который делал какие-то движения, словно управляя дирижаблем. Вся верхняя часть НЛО, очевидно, состоит из сигарообразной шёлковой оболочки, под которой укреплена лёгкая корзина — кабина. В середине кабины помещался человек. К кабине был прикреплён пропеллер или руль, по форме напоминающий руль корабля, но заострённый с обеих сторон. По-видимому, кабина изготовлена из какого-то белого металла.
Мистер Мак-Кэнн рассказал нам эту историю в своём киоске на Гринлиф-авеню. „Несколько дней подряд я читал про этот таинственный дирижабль, — сказал он, — но мне казалось, что всё это вздор. Сегодня около половины шестого утра я делал свою обычную работу и вдруг увидел на небе какой-то странный предмет, летящий с юга. Он был похож на большую сигару. Когда он приблизился, я увидел, что, конечно, это не воздушный шар. Я тут же вспомнил о дирижабле и побежал за фотоаппаратом. На углу Гринлиф-авеню и Маркет-стрит я сделал первый снимок, а через пять минут с железнодорожной насыпи — второй. Когда я фотографировал дирижабль, он находился в 500 или 600 футах от меня, и я видел его совершенно отчётливо. Сначала он летел на север, а потом медленно повернул на восток“».
В «Нью-Йорк геральд» за 15 апреля 1897 года сообщалось, что 13 апреля на ферме Н. Б. Кларка в Эплтоне (Висконсин) был обнаружен 18-дюймовый железный прут с привязанным к нему письмом, в котором было сказано:
«Борт корабля „Пегас“, 9 апреля 1897 года.
Проблема воздухоплавания решена. Весь последний месяц отправители этого письма бороздили небо на дирижабле „Пегас“ и доказали, к своему полному удовлетворению, что действительно добились полного успеха. Мы смогли развить скорость до 150 миль в час и поднялись на высоту 2500 футов над уровнем моря.
„Пегас“ был построен в уединённом месте в 10 милях от Лафайетта (штат Теннесси); его части были доставлены по суше из Глазго (штат Кентукки), а в Глазго их привезли по воде из Чикаго, Питтсбурга и Сент-Луиса. Мы совершали регулярные трёхдневные полёты из Лафайетта в Янктон, и „Пегас“ с честью выдержал это испытание.
Не позднее чем через месяц мы подадим заявление о патенте на аналогичный дирижабль одновременно в Вашингтон и в европейские столицы. Дирижабль приводится в движение паром и освещается электричеством, а его грузоподъёмность равна 1000 фунтов».
«Нью-Йорк Геральд» за 15 апреля 1897 года:
«Карлинвилл (штат Иллинойс), 13 апреля 1897 года (по телеграфу) — В северной части нашего округа в воскресенье можно было наблюдать таинственный дирижабль; в 2 часа 30 минут он приземлился на ферме З. Теккера, в миле к северу от Нилвуда. Его видели Уильям Стрит, Эдвард Типлз и Фрэнк Меткалф. Он оставался на земле в течение 15 минут, а потом продолжал полёт в северном направлении. В 6 часов он снова приземлился возле шахты, в двух милях южнее Герарда и в миле к северу от шахтёрского посёлка в Грин Ридж. Туда устремилась большая толпа шахтёров, чтобы посмотреть на диковинный аппарат; местный лавочник запер лавочку и побежал вслед за ними. Когда до места происшествия оставалось полмили, аппарат поднялся в воздух и полетел на север.
В Чикаго и Альтоне телеграфисты передали по линии сообщение о приближении дирижабля; в 8 часов он пролетел над Шерманом в 32 милях севернее Герарда со скоростью около 30 миль в час. В последний раз его наблюдали над Уильямсвиллем в 8 часов 45 минут; он летел в направлении на Пеорию. По словам наблюдателей, этот дирижабль — сигарообразной формы, имеет крылья; сверху вырисовывается капот мотора. Один из очевидцев утверждает, что он видел человека, который возился возле летательного аппарата — очевидно, налаживал машину. Тот факт, что дирижабль дважды совершал посадку и подолгу оставался в одном и том же месте, заставляет сделать вывод, что он неисправен».

### 1908 год
В 1908 году таинственные дирижабли и свечение, будто бы исходящее от них, наблюдались над более чем 40 британскими городами в течение 5 недель марта—мая. Так, 23 марта в городе Питерборо констебль Роберт Кэтлом якобы во время утренней смены услышал над собой шум «двигателя». В небе же он увидел продолговатый предмет с яркими огнями на конце. С предметом подобием каната был соединён ещё один предмет, меньший. По словам констебля, там находились человекоподобные существа, которые махали ему «руками». Затем из объекта ударило в землю два луча, после чего объект улетел в направлении Дерби.

### 1909 год
В мае 1909 года над Эссексом (Англия) в течение нескольких минут якобы наблюдался длинный тёмный торпедообразный объект, от которого в землю ударило два ярких луча.
В 1909 году некто Г. Лэтбридж увидел с холмов Мид-Гламоргана, Керфилльские горы, (Кардифф, Великобритания) на дороге сигарообразный «аппарат». Возле него находилось четверо «мужчин», двое из которых «выполняли какую-то работу поблизости от него». «Я оказался приблизительно в 20 или 30 ярдах от них, когда впервые увидел этих мужчин. Шум моей тележки…, должно быть, побеспокоил незнакомцев, так как они начали говорить очень быстро на каком-то непонятном мне языке. Они, как мне показалось, что-то подобрали с земли, а затем впрыгнули в аппарат. Они поднимался по траектории, напоминающей движение по американским горкам, а когда набрал достаточно большую высоту, то полетел в направлении Кардиффа». После этого появились два огонька, от которых исходило сильное жужжание (газета «Саус Уэльс дэйли ньюс» за 20 мая 1909 года).

## Предлагавшиеся объяснения явлений

### Мистификация
Многие люди, как тогда, так и в наше время, посчитали все сообщения о таинственных дирижаблях мистификацией — выдумкой газетчиков (газетной «уткой»). Газета «Кроникл» в 1890-х написала, что очевидцы воздушных кораблей наблюдали призрак Диогена, который бродил с лампой по миру в поисках честного человека. Вильям Рендольф Харт в сан-францисской газете «Экзэмайнер» писал, что сообщения о таинственных дирижаблях могут быть «вызваны разве что крепкими напитками».
Александр Гамильтон, фермер, живший возле Йетс-Сентер (Канзас), утверждал, что 23 апреля 1897 г. дирижабль 300-футовой (100-метровой) длины опустился на его поле. Когда он с двумя соседями побежал в сторону воздушного корабля, то увидел через прозрачную стенку «шестерых существ, самых странных из тех, которых они когда-либо видели, переговаривающихся между собой». Воздушный корабль взмыл в воздух, забрав с собой корову Гамильтона. На следующий день живущий поблизости фермер нашёл у себя в поле копыта, голову и шкуру коровы с клеймом Гамильтона: «По тавру на шкуре я узнал свою тёлку. С тех пор, засыпая, я вижу эту проклятую летающую штуковину с большими огнями и страшных существ в ней. Я не знаю, кто они: черти, ангелы или кто-то ещё, но моя семья и все соседи видели этот корабль, и никто из нас не хотел бы иметь с ними никакого дела».
21 января 1943 г. в канзасской газете «Буффало энтерпрайз» появилось сообщение о том, что рассказ об А. Гамильтоне выдуман им совместно с Э. Хадсоном — редактором «Дейли джеральд», напечатавшей эту историю. Там Хадсон сознавался в том, что история с воздушным кораблём вымышленная. Американский уфолог Джером Кларк отыскал в 1976 г. 98-летнюю Э. Шоу, знававшую семью Гамильтонов, которая подтвердила, что эта история вымышленная: «Там, кажется, было несколько человек, организовавших клуб, который они назвали „Анании“ (Клуб лжецов). Они регулярно собирались, чтобы решить, кому удалось за истёкшее время придумать самую лучшую небылицу. Насколько я знаю, вскоре после происшествия „с воздушным кораблём и коровой“ клуб развалился. Мне кажется, этот рассказ превзошёл все предыдущие, и семья Гамильтон вошла в историю».
«Нью-Йорк сан» за 11 апреля 1897 г.:
«Дирижабль, который произвёл такую сенсацию в Омахе, оказался просто воздушным шаром. Говорят, его запустили Рой Арнольд и Джек Роджерс. Они большие шутники, — они купили огромный шар и хотели надуть его и запустить 1 апреля, но ночью шёл дождь, и они отложили свою затею до другого дня.
В прошлый понедельник ночью они пробрались на пустырь за Институтом глухонемых, надули воздушный шар и запустили его в воздух. Под шаром висела плетёная корзина, в которой было что-то вроде стружек; они их подожгли перед запуском, и в результате появился яркий свет, наблюдавшийся с земли. Шар был подхвачен воздушным течением и пролетел прямо над центральной частью города…».

### Атмосферное явление или астрономические объекты
Чаще всего предлагалось объяснение, состоявшее в том, что очевидцы наблюдали Венеру, звёзды или иной астрономический объект. Например, профессор Чарлз Беркхальтер из обсерватории «Кэбот» утверждал, что сообщения о воздушных кораблях есть следствие наблюдением Венеры или Марса: «Венера по яркости не уступает дуговой лампе и медленно движется по небу. Теории, связанные с воздушным кораблём, являются чистым вымыслом, и если бы что-нибудь подобное было на небе, то мы, разумеется, знали бы об этом». Вот только в случаях дневных наблюдений да при явных наблюдаемых признаках техногенности этих воздушных судов это объяснение неудовлетворительно.

### Летательные аппараты
Очень часто те, кто появлялся из воздушных кораблей, представлялись изобретателями, подобно жюльверновского Робуру, которые в ближайшее время намереваются рассказать миру о своих воздушных кораблях. (Такое не было невозможным и в реальности, — многие инженеры с энтузиазмом работали над созданием различных дирижаблей.)
К примеру, в газете «Арканзас» сообщалось о проводнике Джеймсе Хутене, который, идя на «звук насоса у паровоза» наткнулся на неизвестный предмет: «я тотчас решил, что это тот воздушный корабль, который уже видели много людей». У предмета будто бы был киль, который «при более близком рассмотрении… разделялся на две части, заканчиваясь впереди как острый край у лезвия ножа, в то время как боковые стороны корабля плавно загибались к его середине, а затем резко обрывались. С каждой стороны было три больших колеса, сделанных из неизвестного, каким-то образом деформированного металла, и расположенных так, что они становились вогнутыми, когда приводились в движение». (То есть конструктивные признаки техногенного летательного аппарата есть.)
На нём был «среднего телосложения мужчина», который «пытался что-то спешно починить в задней стенке корабля». Человек поздоровался с Хутеном. Хутен спросил его: «Это воздушный корабль?», — а ему ответили: «Да, сэр». Хутен успел немного обсудить с ним конструкцию воздушного корабля, в котором используется «конденсированный воздух и аэропланы». (Незнакомец добавил: «Вы узнаете ещё больше, но чуть позже».) После этого из объекта вышли ещё несколько человек. В конце концов все незнакомцы исчезли в воздушном корабле и улетели в нём.
В апреле 1897 г., по сообщениям, на ферме возле Астории (в Иллинойсе) в земле была обнаружена 3-футовая стрела с лентой, пакетом и конвертом с запиской некоего «К. Л. Гарриса», адресованной Т. А. Эдисону: «С воздушного корабля. Нашедшему пакет! Пожалуйста, перешлите по почте вложенное внутрь письмо. Пролетел над этим местом в 2 часа пополудни 16 апреля 1897 года на высоте около 2300 футов (около 700 м) в северо-восточном направлении. Извините за грязь, только что занимался смазкой двигателя. Гаррис».
В газете «Нью-Йорк геральд» за 20 апреля 1897 г. сообщается, что «письмо, сброшенное с воздушного корабля и адресованное Томасу А. Эдисону…, так и не дошло до знаменитого изобретателя… Вчера днём я показал мистеру Эдисону письмо, опубликованное в „Джеральд“.
„Это последнее, не правда ли? — спросил он, откидываясь на спинку кресла, и вторично бросил взгляд на письмо. — уверяю вас, что это чистое надувательство. У меня работало довольно много народу, но мне ничего неизвестно о К. Л. Гаррисе“
Потом мистер Эдисон задумался и сказал, что не сомневается в том, что воздушные корабли будут успешно построены в самом ближайшем будущем. Говоря о западном „воздушном корабле“, он добавил: „Абсолютно абсурдно предполагать, что можно построить воздушный корабль и сохранить это в тайне…“»
Некий 21-летний Г. Ф. Русселл в Нью-Йорке заявлял, что он является изобретателем и пилотом воздушного корабля, который управляется «новым гироскопически-равновесным изобретением». Сотрудники его, которых удалось отыскать, отрицали, что он может построить летательный аппарат, способный взлететь.